# Liliana De Curtis
Liliana De Curtis, all'anagrafe Liliana Focas Flavio Angelo Ducas Comneno De Curtis di Bisanzio Gagliardi (Roma, 10 maggio 1933 – Roma, 3 giugno 2022), è stata una scrittrice italiana.

## Biografia

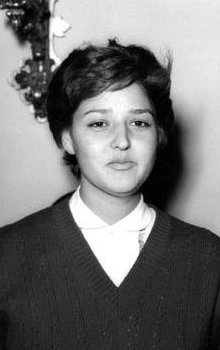
Una giovanissima Liliana De Curtis

Era la figlia di Totò e Diana Bandini Rogliani. Il nome Liliana fu scelto da Totò in ricordo di Liliana Castagnola, cui l'attore napoletano era stato legato sentimentalmente prima di unirsi a Diana Bandini Rogliani e che si era suicidata per lui. Sposata in prime nozze, nel 1951, con il produttore cinematografico Gianni Buffardi, da questo ebbe due figli: Antonello e Diana. Successivamente, fallito dopo pochi anni il matrimonio con Buffardi, si unì in matrimonio con Sergio Anticoli, col quale ebbe la figlia Elena (nata nel 1969, e fondatrice del brand commerciale "CafféTotò").
Ebbe una breve esperienza come attrice partecipando nel 1940 alle riprese del film San Giovanni decollato e comparendo nel 1954 in Orient Express. Ha curato per Rai 3 un documentario di mezz'ora intitolato Io lo conoscevo bene, con interventi di Ninetto Davoli e Giacomo Furia. Nel 2007 interpretò se stessa commentando in voce la trasmissione televisiva Siamo Stati Uniti.
In teatro ha collaborato con l'autore-attore Antonino Miele, con cui ha recitato negli spettacoli Pardon Monsieur Totò, a fianco anche di Vito Cesaro e Totò dietro le Quinte, per la regia di Mario Di Gilio. Con lo stesso Miele e con Matilde Amorosi scrisse il libro Ogni limite ha una pazienza, pubblicato da Rizzoli Editore e dedicato a Totò. Fu spesso ospite in televisione, partecipando a trasmissioni rievocative della figura di suo padre, del quale promosse il ricordo con manifestazioni in diverse località d'Italia, dedicandogli anche libri biografici, fra cui Malafemmena, pubblicato nel 2009 per Arnoldo Mondadori Editore.
Il 21 settembre 2013 partecipò alla festa di san Gennaro organizzata a Napoli, dove ricevette un premio alla carriera.

### Morte
Morì nella sua casa di Roma il 3 giugno 2022 all'età di 89 anni. I funerali furono celebrati il 5 giugno a Napoli nella chiesa di Santa Maria ai Vergini, nel rione Sanità dove nacque e crebbe il padre; la salma è stata tumulata nella cappella di famiglia al cimitero di Santa Maria del Pianto, accanto ai genitori ed alla figlia Diana, morta nel 2011.

## Opere
- Liliana De Curtis, Matilde Amorosi,[9] Totò a prescindere, Arnoldo Mondadori Editore, 1992, ISBN 8804357487.
- Totò, Matilde Amorosi, Alessandro Ferraù, Liliana De Curtis, Siamo uomini o caporali? - Diario semiserio di Antonio de Curtis, Newton Compton, 1993, ISBN 8879832786.
- Liliana De Curtis, Matilde Amorosi, Malafemmena, Mondadori, 2009, ISBN 8804584521.
- Liliana De Curtis, Antonino Miele, Matilde Amorosi, Ogni limite ha una pazienza, Rizzoli Editore.
- Salvatore Cianciabella (prefazione di Philip Zimbardo, nota introduttiva di Liliana De Curtis). Siamo uomini e caporali. Psicologia della dis-obbedienza. FrancoAngeli, 2014. ISBN 978-88-204-9248-9.[10]
- Liliana De Curtis, Matilde Amorosi, Totò mio padre, Rizzoli Editore, 2016.

## Filmografia
- San Giovanni decollato, regia di Amleto Palermi (1940) - non accreditata
- Orient Express, regia di Carlo Ludovico Bragaglia (1954)